# Friedrich Prym
Friedrich Emil Fritz Prym (Düren, 28 de setembro de 1841 — Bonn, 15 de dezembro de 1915) foi um matemático alemão.